# Полінг (селище, Нью-Йорк)
Полінг (англ. Pawling) — селище (англ. village) в США, в окрузі Дачесс штату Нью-Йорк. Населення — 1995 осіб (2020).

## Географія
Полінг розташований за координатами 41°33′49″ пн. ш. 73°35′58″ зх. д. / 41.56361° пн. ш. 73.59944° зх. д. (41.563609, -73.599339).  За даними Бюро перепису населення США в 2010 році селище мало площу 5,17 км², з яких 5,17 км² — суходіл та 0,00 км² — водойми.

## Демографія
Згідно з переписом 2010 року, у селищі мешкало 2347 осіб у 904 домогосподарствах у складі 524 родин. Густота населення становила 454 особи/км².  Було 996 помешкань (193/км²).
Расовий склад населення:
| - 83,6 % — білих - 3,7 % — азіатів - 2,3 % — чорних або афроамериканців - 0,8 % — корінних американців - 8,2 % — осіб інших рас |

До двох чи більше рас належало 1,3 %. Частка іспаномовних становила 16,5 % від усіх жителів.
За віковим діапазоном населення розподілялося таким чином: 26,3 % — особи молодші 18 років, 59,7 % — особи у віці 18—64 років, 14,0 % — особи у віці 65 років та старші. Медіана віку мешканця становила 37,9 року. На 100 осіб жіночої статі у селищі припадало 119,6 чоловіків;  на 100 жінок у віці від 18 років та старших — 104,3 чоловіків також старших 18 років.
Середній дохід на одне домашнє господарство  становив 72 213 долари США (медіана — 56 000), а середній дохід на одну сім'ю — 90 016 доларів (медіана — 71 042). Медіана доходів становила 41 224 долари для чоловіків та 50 458 доларів для жінок. За межею бідності перебувало 11,2 % осіб, у тому числі 5,9 % дітей у віці до 18 років та 7,1 % осіб у віці 65 років та старших.
Цивільне працевлаштоване населення становило 1130 осіб. Основні галузі зайнятості: освіта, охорона здоров'я та соціальна допомога — 29,6 %, науковці, спеціалісти, менеджери — 15,3 %, роздрібна торгівля — 9,4 %, будівництво — 8,1 %.